# Mount Gareloi
Der Mount Gareloi ist ein Schichtvulkan, der den wesentlichen Teil der Insel Gareloi in den Aleuten (Alaska) bildet.

## Aufbau
Der Vulkan hat an seinem Fuß einen Durchmesser von acht bis zehn Kilometern, erreicht eine maximale Höhe von 1573 Metern und verfügt über zwei Krater. Der von Fumarolen überzogene südlichere Krater ist größer und misst etwa 300 Meter im Durchmesser, bedingt durch die teilweise abgerutschte Südwand. In der Südwand befindet sich ein Riss, der beim Ausbruch im Jahr 1929 entstanden ist und sich bis zur Küste zieht. Der nördliche Krater ist von Lavaströmen bedeckt. An seiner Nordwestflanke hat augenscheinlich ein Domeinsturz stattgefunden. Das Alaska Volcano Observatory hat den Vulkan und seine Umgebung 2003 kartografiert. Außerdem wurden Seismographen installiert.

## Eruptionsgeschichte
Seit der Entdeckung der Insel 1741 wurden etwa zwölf Ausbrüche registriert, die von Lavaströmen und pyroklastischen Strömen begleitet waren. In der Regel erfolgte zunächst ein Ausbruch des Hauptschlotes, gefolgt von einem explosiven Gas- und Ascheausbruch, teilweise von einer phreatischen Explosion. Die Ausbrüche wurden mit einem Vulkanexplosivitätsindex von 1 bis 3 klassifiziert. Solche Ausbrüche fanden 1790, 1791, 1792, 1873, 1922, im April 1929, 1950, am 17. Januar 1952, am 7. August 1980, am 15. Januar 1982, am 4. September 1987 und am 17. August 1989 statt. Weitere Eruptionen in den Jahren 1760, 1828, 1927 und 1996 sind nicht gesichert.
Der Ausbruch 1929 war der bisher schwerste in der jungen Erforschungsgeschichte des Vulkans. Vier Lavaströme entstanden neu. In der Südflanke des Berges entstand ein großer Riss mit 13 kleinen Kratern. Den Ablagerungen nach ging der Ausbruch mit pyroklastischen Strömen und Lahar-Strömen einher.